# جزيرة أتول بالميرا
جزيرة أتول بالميرا (بالإنجليزية: Palmyra Atoll)، المعروفة أيضًا باسم جزيرة بالميرا، هي إحدى جزر لاين الشمالية، تقع إلى الجنوب الشرقي من شعاب كينغمان المرجانية وإلى الشمال من كيريباتي إلى الجنوب مباشرة من جزر هاواي، وتحديدًا على بُعد ثلث المسافة تقريبًا بين هاواي وساموا الأمريكية. تبعد أمريكا الشمالية عنها مسافة نحو 5,300 كيلومتر إلى الشمال الشرقي، فيما تقع نيوزيلندا على نفس المسافة تقريبًا إلى الجنوب الغربي، مما يضع بالميرا تقريبًا في مركز المحيط الهادئ.
تبلغ مساحة اليابسة فيها نحو 12 كيلومترًا مربعًا، مع ساحل وشعاب بطول 14 كيلومترًا تقريبًا يواجه البحر. يوجد مرسى واحد للقوارب يُعرف باسم "لاجون الغرب"، يمكن الوصول إليه من البحر عبر قناة اصطناعية ضيقة ومدرج جوي قديم. خلال الحرب العالمية الثانية، تم تحويل الجزيرة إلى قاعدة جوية تابعة للبحرية الأمريكية لعدة سنوات، واستخدمت لأغراض التدريب والتزود بالوقود. وقد تعرضت لقصف من غواصة في ديسمبر 1941 بعد أيام من الهجوم على بيرل هاربر، لكنها لم تكن مسرحًا لأي معركة كبرى. اندمجت العديد من جزرها الصغيرة بمرور الوقت، لذا فإن مساحة اليابسة المتصلة تتغير حسب حالة المدّ ومواقع البنوك الرملية. فعلى سبيل المثال، تُعد جزر ستراون ومينغي وكوبر جزيرة واحدة متصلة. تحيط بالجزيرة المرجانية شعاب مرجانية دائرية، وتنتشر فيها عديد من الصخور البحرية والشعاب الضحلة.
تُعد بالميرا ثاني أبعد جزيرة إلى الشمال بين جزر لاين، وإحدى ثلاث جزر أمريكية في هذا الأرخبيل، إلى جانب جزيرة جارفيس وشعاب كينغمان المرجانية. وهي جزء من نصب التراث البحري الوطني لجزر المحيط الهادئ، الذي يُعد أكبر منطقة بحرية محمية في العالم. يتكوّن الأتول من مسطحات رملية مغمورة بالمياه إضافة إلى مساحات يابسة وشعاب مرجانية. ويضم ثلاث بحيرات داخلية تفصل بينها الشعاب المرجانية. تُعد الشرفة المرجانية الغربية إحدى أكبر الشعاب الهضبية، بأبعاد تبلغ نحو 3.2 × 4.8 كيلومتر. يقطن بالميرا أكثر من 150 نوعًا من المرجان، وهو ضعف العدد المسجّل في هاواي.
لا توجد سكان دائمون في الجزيرة، لكن هناك توافد منتظم لعدد من العاملين المؤقتين والزوار لأغراض البحث العلمي والسياحة ومشاريع أخرى مثل الدراسات البحرية والمسح البيئي. تُدار بالميرا باعتبارها إقليمًا أمريكيًا مدمجًا وغير منظّم إداريًا، وهي الحالة الوحيدة من نوعها حاليًا. وتشرف عليها هيئة الأسماك والحياة البرية الأمريكية التابعة لوزارة الداخلية. يبلغ عدد القاطنين المؤقتين فيها ما بين 4 و25 شخصًا، وهم موظفون وعلماء يمثلون وكالات حكومية أمريكية مختلفة ومنظمة ذا نيتشر كونسيرفنسي، إلى جانب عدد متناوب من الباحثين التابعين لـ ائتلاف أبحاث أتول بالميرا. أما الأجزاء المغمورة من الأتول فتديرها مكتب شؤون الجزر التابع لوزارة الداخلية الأمريكية.
في عام 2000، اشترت منظمة ذا نيتشر كونسيرفنسي معظم أراضي الأتول (باستثناء جزيرتي "هوم" وربما "ساند") بمبلغ 30 مليون دولار أمريكي من عائلة فولارد-ليو.

## جغرافيا
هي من مجموعات الجزر الشمالية لخط الاستواء، وهي أحد جزر الخط وتقع جنوب جزر هاواي وشمال ساموا الأمريكية، تبلغ مساحتها حوال 12 كيلومتر مربع.
الجزيرة الرئيسية «كوبر» عبارة عن حيد مرجاني مرتفع عن سطح الماء ويحوي بداخله بحيرتان خارجيتان تتصلان مع المحيط. الحيد يحوي صخور ورمال بالإضافة لأشجار النخيل وبعض النباتات الأخرى.
أطراف الجزيرة متصلة ببعضها عن طريق أرض رملية، عدا جزيرة صغيرة رملية وجزيرتان مرجانيتان غرب الجزيرة الأم. الجزيرة الكبيرة تدعى جزيرة كوبر شمالا تتبعها جزيرة كاولا جنوبا وعدة جزر أصغر مما يشكّل أرخبيل صغير من مجموع تلك الجزر.
يغلب المناخ الاستوائي على الجزيرة ويقدر معدل هطول الأمطار سنويا حوالي 4.400 مم، ومعدل درجة الحرارة 29 درجة مئوية في العام.

## سياسيا
تتبع من الناحية الإدارية للولايات المتحدة وتخضع لقوانينها ودستورها منذ عام 1959، وبنفس لوقت لا تتبع أي ولاية حيث لا يوجد قانون أو وثيقة من الكونغرس يحدد كيف يتم إدارة الجزيرة، يتم إدارتها ببساطة من قبل رئيس البلاد.

## تاريخ الجزيرة

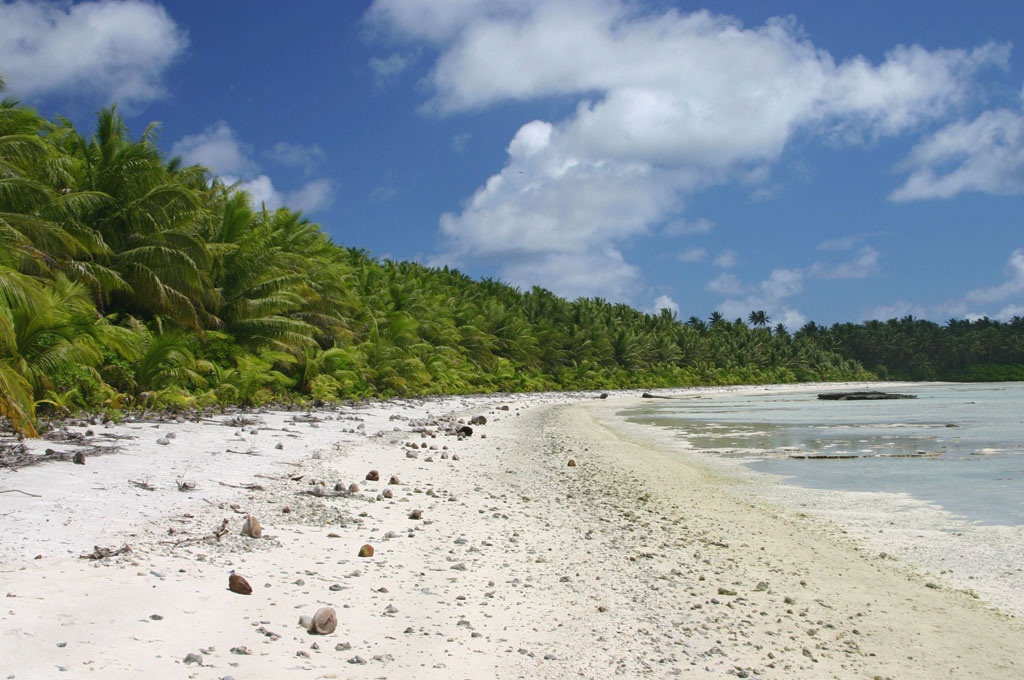
نظرة غربًا على الشاطئ الشمالي لجزيرة بالميرا أتول.

تم اكتشافها أول مرة عام 1798 من قِبل القبطان الأمريكي إدموند فانينغ، عام 1802 وصلت أول بعثة مأهولة للجزيرة حيث وصلت سفينة «بالميرا» الأمريكية إليها، عام 1859 تم إعلانها أرض أمريكية وفق إعلان جزر غوانو. عام 1868 ضُمت إلى مملكة هاواي. بعد ذلك ضمت المملكة إلى ارا6ضي الولايات المتحدة.
أبدت بريطانيا اهتمامها بالجزيرة وذلك لتكون جزء من «إمبراطورية غوانو» وتم ضمها للمملكة المتحدة عام 1889 بالرغم من كونها أرض أمريكية، وقد أصدرت الولايات المتحدة مرسوما عام 1911 لتأكيد ملكية الجزيرة للبلاد. وبعد عدة مفاوضات وتوالي دعوات الملكية أعلن هنري كوبر أحد محاميي من هاواي ملكيته لها.
بعد ذلك باع هنري الجزيرة لعائلة «فينسينت» عام 1922 حيث بدأت تجارة جوز الهند المنتج من الجزيرة. وخلال الحرب العالمية الثانية كانت تخدم كقاعدة عسكرية بحرية. في عام 1934 ضمّت الجزيرة مع جزر أخرى للبحرية الأمريكية كقواعد بحرية وجوية.
بعد الحرب، رفع عائلة «فولارد-ليو» دعوة في المحكمة الأمريكية العليا مطالبين بملكية الجزيرة وربحوا الدعوة عام 1947، وبعد اعتبار هاواي ولاية أمريكية عام 1959 تم فصل الجزيرة عن الولاية لتكون بوضعها الحالي ولتعتبر كمحمية طبيعية بالإضافة لعدة جزر أخرى باستثناء 5 جزر والتي تتبع ملكية عائلة كوبر.

## وصلات خارجية
- NWRS